# Parundinella emarginata
Parundinella emarginata är en kräftdjursart som beskrevs av K.R.E. Grice och Hülsemann 1970. Parundinella emarginata ingår i släktet Parundinella och familjen Tharybidae. Inga underarter finns listade i Catalogue of Life.